# 太良町立多良中学校
太良町立多良中学校（たらちょうりつ たらちゅうがっこう）は佐賀県藤津郡太良町大字多良にある町立中学校。

## 概要
歴史
1947年（昭和22年）の学制改革の際に、新制中学校として創立。数回の改組・改称を経て、現校名になったのは1955年（昭和30年）。2022年（令和4年）に創立75年を迎えた。
校章
校名をカタカナにした「タラ」を図案化したものの上に、「中」の文字を配している。
校歌
1952年（昭和27年）制定。作詞は吉田瑞穂、作曲は陶山聡による。歌詞は3番まであり、1番の歌詞中に校名の「多良」が登場する。
通学区域
住所表記で「太良町」の後に「大字伊福、大字多良、大字糸岐」が続く地域。
小学校区は太良町立多良小学校。

## 沿革
- 1947年（昭和22年）
  - 4月1日 - 学制改革（六・三制の実施）が行われる。
    - 多良村国民学校の初等科が「多良村立多良小学校」に改組される。
    - 多良村国民学校の高等科は、青年学校普通科とともに、新制中学校「多良村立多良中学校」に改組される。初代校長は福田秋雄。学級数8、生徒数384名。

  - 5月3日 - 開校式を挙行。
- 1948年（昭和23年）3月31日 - 青年学校が廃止される。
- 1949年（昭和24年）2月 - 中学校校舎が完成し、移転を完了。
- 1950年（昭和25年）1月 - 第2棟校舎（管理、6教室）が完成。
- 1953年（昭和28年）4月1日 - 多良村が町制施行により、多良町となったため、「多良町立多良小学校」に改称。
- 1955年（昭和30年）
  - 2月11日 - 多良町と大浦村の合併により、太良町が発足。
  - 2月12日 - 太良町の発足により、「太良町立多良中学校」（現校名）に改称。
  - 3月1日 - 七浦村の一部（伊福地区）が太良町に編入されたため、伊福地区の生徒が七浦村立七浦中学校から転入。
- 1958年（昭和33年）
  - 4月 - 第3棟校舎（理科、調理、被服、図書、普通教室2）が完成。
  - 10月 - 第2棟において2教室を増築。
- 1964年（昭和39年）7月 - 社会体育館が完成。
- 1966年（昭和41年）10月 - 柔道場が完成。
- 1967年（昭和42年）2月 - 太良町学校給食センターが完成し、給食を開始。
- 1969年（昭和44年）4月 - 新校舎が完成。
- 1972年（昭和47年）12月 - 剣道場が完成。運動場を拡張。
- 1976年（昭和51年）6月 - 第3棟新校舎が完成。
- 1979年（昭和54年）11月 - 校旗を作製。
- 1980年（昭和55年）4月 - 校門、技術科教室が完成。
- 1986年（昭和61年）7月 - 中庭を造園。
- 1990年（平成2年）6月 - プールが完成。
- 1991年（平成3年）11月 - テニスコートが2面完成。
- 1992年（平成4年）9月 - パソコン教室が完成。第1棟を解体。多目的ホールが完成。
- 1995年（平成7年）3月 - 運動場を拡張。
- 1997年（平成9年）
  - 9月 - 管理棟の大規模改修工事を完了。
  - 11月 - 創立50周年記念式典を挙行。
- 1998年（平成10年）2月 - 校章・校名プレートを設置。
- 2009年（平成21年）8月  - 教室棟のバリアフリー工事を完了。
- 2010年（平成22年） - 職員室・校長室・1年教室等の耐震工事を完了。
- 2012年（平成24年）8月 - 体育館の解体工事を開始。
- 2014年（平成26年）1月 - 体育館・武道場が完成。

## 交通
最寄りの鉄道駅
- JR九州 長崎本線「多良駅」

最寄りのバス停留所
- 祐徳バス 「農協集荷所前」バス停

最寄りの幹線道路
- 佐賀県道252号多良岳公園線
- 佐賀県道232号多良停車場線

## 周辺
- 太良町立多良小学校
- 佐賀西信用組合太良支店